# Carex trautvetteriana
Carex trautvetteriana är en halvgräsart som beskrevs av Vladimir Leontjevitj Komarov. Carex trautvetteriana ingår i släktet starrar, och familjen halvgräs. Inga underarter finns listade i Catalogue of Life.